# Autòmat de gas en gelosia

Simulació HPP del flux de gas. Els tons de gris dels píxels individuals són proporcionals a la densitat de partícules de gas (entre 0 i 4) en aquest píxel. El gas està envoltat per una closca de cèl·lules grogues que actuen com a reflectors per crear un espai tancat.

Els autòmats de gas en gelosia (LGCA), o autòmats cel·lulars de gas en gelosia, són un tipus d'autòmat cel·lular utilitzat per simular fluxos de fluids, iniciat per Hardy–Pomeau–de Pazzis i Frisch – Hasslacher – Pomeau. Van ser els precursors dels mètodes de Boltzmann en gelosia. A partir d'autòmats de gasos en gelosia, és possible derivar les equacions macroscòpiques de Navier-Stokes. L'interès pels mètodes d'autòmats de gas de gelosia es va estabilizar a principis dels anys noranta, a mesura que l'interès per la gelosia Boltzmann va començar a augmentar. Tanmateix, una variant de LGCA, anomenada BIO-LGCA, encara s'utilitza àmpliament per modelar la migració col·lectiva en biologia.

## Principis bàsics
Com a autòmat cel·lular, aquests models comprenen una gelosia, on els llocs de la gelosia poden prendre un cert nombre d'estats diferents. En el gas de gelosia, els diferents estats són partícules amb certes velocitats. L'evolució de la simulació es fa en passos de temps discrets. Després de cada pas de temps, l'estat d'un lloc determinat es pot determinar per l'estat del mateix lloc i dels llocs veïns, abans del pas de temps.
L'estat de cada lloc és purament booleà. En un lloc determinat, hi ha o no una partícula que es mou en cada direcció.
A cada pas de temps es duen a terme dos processos, propagació i col·lisió.
En el pas de propagació, cada partícula es mourà a un lloc veí determinat per la velocitat que tenia aquesta partícula. Excepte qualsevol col·lisió, una partícula amb una velocitat ascendent després del pas de temps mantindrà aquesta velocitat, però es traslladarà al lloc veí per sobre del lloc original. L'anomenat principi d'exclusió impedeix que dues o més partícules viatgin pel mateix enllaç en la mateixa direcció.
En el pas de col·lisió, les regles de col·lisió s'utilitzen per determinar què passa si diverses partícules arriben al mateix lloc. Aquestes regles de col·lisió són necessàries per mantenir la conservació de la massa i conservar l'impuls total; el model d'autòmat cel·lular de blocs es pot utilitzar per aconseguir aquestes lleis de conservació. Tingueu en compte que el principi d'exclusió no impedeix que dues partícules viatgin al mateix enllaç en direccions oposades; quan això passa, les dues partícules es passen sense xocar.

Demostració a petita escala del model HPP de gelosia quadrada.

## Primers intents amb una gelosia quadrada
En articles publicats el 1973 i el 1976, Jean Hardy, Yves Pomeau i Olivier de Pazzis van presentar el primer model de Boltzmann de gelosia, que s'anomena model HPP en honor dels autors. El model HPP és un model bidimensional d'interaccions de partícules de fluids. En aquest model, la gelosia és quadrada i les partícules viatgen independentment a una velocitat unitat al temps discret. Les partícules es poden moure a qualsevol dels quatre llocs les cèl·lules dels quals comparteixen una vora comú. Les partícules no es poden moure en diagonal.

## Tres dimensions
Per a una quadrícula tridimensional, l'únic polítop regular que omple tot l'espai és el cub, mentre que els únics polítops regulars amb un grup de simetria prou gran són el dodecàedre i l'icosàedre (sense la segona restricció el model patirà els mateixos inconvenients que el model HPP). Fer un model que abordi les tres dimensions requereix, per tant, un augment del nombre de dimensions, com en el model de 1986 de D'Humières, Lallemand i Frisch, que utilitzava un model d'hipercub centrat en la cara.